# Гочева, Румяна
Румяна Гочева (болг. Румяна Гочева, ур. Румяна Христова Бояджиева (болг. Румяна Христова Бояджиева); род. 21 июля 1957, Асеновград) — болгарская шахматистка, международный мастер среди женщин (1982).

## Биография
С конца 1970-х до начала 1990-х была одной из ведущих шахматисток Болгарии. В 1973 году в Нови-Саде победила на международном турнире по шахматам среди девушек. В 1974 в Пловдиве на международном турнире по шахматам среди женщин разделила третье место с Элизабетой Полихрониаде. В 1976 году в Афинах победила на чемпионате Балканских стран по шахматам среди девушек. Многократный призер чемпионатов Болгарии по шахматам среди женщин, где завоевала шесть золотых (1980, 1982, 1984 (в двух последних разделила первое место с Маргаритой Войской), 1987, 1989, 1991) и бронзовую (1979) медаль.
Победительница и призер многих международных турниров по шахматам среди женщин: в 1978 году в Пловдиве была первой, в 1980 году в Албене разделила первое — третье место, в 1981 году в Пловдиве разделила второе — четвертое место, в 1982 году в Пловдиве разделила первое — второе место с Татьяной Лемачко, в 1988 году в Афинах была первой, в 1996 году в Дойране (Македония) разделила второе — третье место, в 2007 в Филлах победила в женском зачете открытого турнира.
Представляла сборную Болгарии на шахматных олимпиадах, в которых участвовала пять раз (1980—1986, 1990) и в командном зачете завоевала серебряную (1984) медаль.